# Rasa de la Font de Cal Rínxol
La Rasa de la Font de Cal Rínxol és un torrent afluent per la dreta de la Riera de l'Hospital, al Berguedà.
Neix a l'enclavament de Comaposada (Montmajor)

## Municipis per on passa
La Rasa de la Font de Cal Rínxol passa successivament pels següents termes municipals.
|                                            | Longitud (en m.) | % del recorregut |
| ------------------------------------------ | ---------------- | ---------------- |
| Per l'interior del municipi de Montmajor   | 843              | 31,85%           |
| Per l'interior del municipi de l'Espunyola | 1.804            | 68,15%           |

## Xarxa hidrogràfica
La xarxa hidrogràfica de la Rasa de la Font de Cal Rínxol està integrada únicament per la mateixa rasa i per un afluent per a dreta d'una longitud de 158 m. En conseqüència, la longitud total de la xarxa és de 2.805 m.

### Distribució per termes municipals
| Municipi    | Longitud que hi transcorre |
| ----------- | -------------------------- |
| Montmajor   | 1.001 m.                   |
| l'Espunyola | 1.804 m.                   |